# Images (banda)
Images fue una banda de música francesa que interpretaba canciones de estilo synth-pop e italo disco. 
estaba conformada originalmente por el cantante Mario Ramsamy, Jean-Louis Pujade en la batería y Christophe Després en el bajo. Posteriormente, Christophe Després dejó el grupo en octubre de 1986 y fue reemplazado por Frédéric Locci en el bajo y los coros.
Su canción de 1986, "Les Démons de minuit" se mantuvo como No 1 en el Top 50 francés durante 13 semanas consecutivas.El video de esta canción causó un poco de escándalo, porque representaba a un hombre de Iglesia en las garras de la tentación.
Poco después, se publicó la versión en inglés, titulada "Love Emotion".
Tras la salida de Frédéric Locci en 1990, el trío se convirtió en dúo y se redujo a Mario Ramsamy y Jean-Louis Pujade. La banda, a pesar de otros álbumes, permanece más o menos en las sombras.
A fines de los años 90 se suma Émile Wandelmer, exguitarrista y voz del grupo Gold, y pasa a llamarse Emile Et Images. Actualmente continúan tocando sus éxitos en conciertos alrededor de Francia.

## Discografía[4]

### Álbumes
- 1987 - "L'Album d'Images"
- 1990 - "Le Sens du rythme"
- 1993 - "Rendez-nous nos rêves"
- 1995 - "Le Meilleur d'Images"
- 1996 - "The Very Best Of"
- 1997 - "Soleil d'argile"
- 1999 - "Collection légende"
- 2001 - "Le Best Of"
- 2016 - "The Singles Collection"

### Sencillos
- 1986 - "Les Démons de minuit"
- 1986 - "Love Emotion" (Versión en inglés de Midnight Demons)
- 1987 - "Corps à corps"
- 1987 - "Le Cœur en exil"
- 1987 - "Maîtresse"
- 1988 - "Quand la musique tourne"
- 1988 - "L'Enfant des rizières"
- 1989 - "Soleil"
- 1989 - "Megamix"
- 1990 - "Danger d'amour"
- 1990 - "Nasty"
- 1991 - "Le Sens du rythme"
- 1993 - "Rendez-nous nos rêves"
- 1993 - "Sauvez l'amour" (de Daniel Balavoine)
- 1993 - "Mon ange"
- 1995 - "Naomi" (Jaloux de vous)